# Joseph R. Bertino
Joseph Rocco Bertino (* 16. August 1930 in Port Chester, New York; † 11. Oktober 2021) war ein US-amerikanischer Onkologe an der Rutgers University.

## Leben
Bertino besuchte zunächst die Cornell University und erwarb 1954 am Downstate Medical Center der State University of New York einen M.D. als Abschluss des Medizinstudiums. Er erhielt Ende der 1950er Jahre seine Facharztausbildung an der University of Washington. Anschließend arbeitete er an der Yale University, wo er später auch eine Professur erhielt und Direktor der Abteilung für Onkologie und Chemotherapie wurde. 1976 verbrachte Bertino ein Sabbatical bei Robert T. Schimke an der Stanford University.
1987 wechselte Bertino an das Memorial Sloan-Kettering Cancer Center der Cornell University, 2002 an das Cancer Institute of New Jersey der Rutgers University.
Bertino galt als Vertreter einer translationalen Forschung. Er behandelt vor allem Patienten mit Lymphomen und Leukämien und machte sich um die Erforschung der Wirkung von Chemotherapeutika (insbesondere Methotrexat), der Entwicklung einer Resistenz von Krebszellen gegen Chemotherapeutika und der Überwindung dieser Resistenzen verdient. Außerdem war er in der Stammzellforschung aktiv. Er war Autor von mehr als 400 wissenschaftliche Publikationen und Gründungsherausgeber des Journal of Clinical Oncology und ist Gründungsherausgeber von Hem/Onc Today.
Bertino war 1975 Präsident der American Society of Clinical Oncology (ASCO), die ihn 1992 mit ihrem Karnofsky Award auszeichnete. 1995/96 war er Präsident der American Association for Cancer Research (AACR), deren AACR Award for Lifetime Achievement in Cancer Research er 2018 erhielt.
Bertino war verheiratet, seine Frau starb 2011. Das Paar hatte vier Kinder.